# Jorge Contreras Rodríguez
Jorge Walter Contreras Rodríguez (Montevideo, Uruguay, 21 de septiembre de 1971) es un exfutbolista uruguayo. Se desempeñaba como portero. Actualmente oficia como comentarista deportivo en transmisiones de Tenfield por VTV.

## Clubes
| Club               | País     | Año         |
| ------------------ | -------- | ----------- |
| Cerro              | Uruguay  | 1992 — 1994 |
| Uruguay Montevideo | Uruguay  | 1994 — 1997 |
| Juventud           | Uruguay  | 1997 — 2000 |
| Guaraní (préstamo) | Paraguay | 2000        |
| Juventud           | Uruguay  | 2000 — 2001 |
| Danubio            | Uruguay  | 2001 — 2002 |
| Juventud           | Uruguay  | 2002 — 2003 |
| Cerro              | Uruguay  | 2003 — 2005 |
| Juventud           | Uruguay  | 2005 — 2007 |
| Racing Club        | Uruguay  | 2007 — 2016 |

## Enfermedad
Previo a su retiro en el 2016, le fue detectado un tumor cancerígeno en el recto del colón. Según su propio testimonio, sentía molestias provocadas por el tumor tiempo antes de que se lo detectaran, incluso mientras se desempeñaba como profesional del fútbol. Recibió tratamiento de radioterapia y quimioterapia, hasta que fue sometido a una intervención quirúrgica el 9 de febrero de 2018, resultando un éxito. Actualmente (abril de 2018), se encuentra recuperándose en su casa en el Cerro de Montevideo.